# Venancio Bartibás
Venancio Bartibás, né le 18 mai 1906 et mort le juillet 1977, est un footballeur international uruguayen qui jouait en tant que défenseur. 

## Biographie
Il joue un match pour l'équipe d'Uruguay en 1927. Il est sélectionné comme joueur remplaçant de l'équipe d'Uruguay qui remporte la médaille d'or aux Jeux olympiques de 1928, mais ne joue pas à cette occasion.